# Celastrina gregoryi
Celastrina gregoryi är en fjärilsart som beskrevs av Charles James Watkins 1927. Celastrina gregoryi ingår i släktet Celastrina och familjen juvelvingar. Inga underarter finns listade i Catalogue of Life.